# Bernard VII de Lippe
Pour les articles homonymes, voir Bernard VII.
Bernard VII de Lippe, né le 4 décembre 1428 et mort le 2 avril 1511, est souverain de la seigneurie de Lippe de 1429 jusqu'à sa mort. Accédant au pouvoir à l'âge de neuf mois, il règne pendant 81 ans et 234 jours, ce qui constitue un record de durée dans l'histoire de l'Europe.

## Biographie

### Jeunesse
Bernard VII est surnommé « le Belliqueux ». Il est le fils de Simon IV de Lippe et de Marguerite de Brunswick-Grubenhagen. Il hérite de la seigneurie de Lippe en 1429, avant son premier anniversaire. Il est placé sous la régence et la tutelle de son oncle Otto. Après la mort d'Otto en 1446, son grand-oncle, l'archevêque Dietrich II de Cologne, est nommé régent. Dietrich est représenté à Lippe par son Amtmann, Johann Möllenbeck.

### Politique
En 1444, Bernard VII conclut un traité avec le duc Adolphe Ier de Clèves, dans lequel il cède à Adolphe une part de 50 % dans la ville de Lippstadt, qui avait été hypothéquée à Clèves. En même temps, Bernard VII rejoint une alliance, qui l'implique dans une querelle (à propos du fief de Soest) et fait de lui un ennemi de l'archevêque Dietrich II de Cologne. En 1447, Dietrich fait appel à une armée de Bohême, qui dévaste le comté de Lippe et rase la ville de Blomberg. Les Bohémiens ont également tenté d'assiéger les villes de Lippstadt et Soest, mais sans succès.

### Résidences
Après le règlement de la querelle en 1449, Bernard VII s'installe au château de Blomberg. Ensuite, en 1468, il réside à Detmold, qui était à l'époque la plus petite ville de Lippe, avec seulement 350 habitants. Il agrandit le château de Detmold, ainsi qu'une inscription dans l'ancienne tour du château datée de 1470 le rappelle.

### Conflits
Bernard VII est, au cours de son long règne, impliqué dans un grand nombre de querelles contre divers ennemis, dans le cadre d'alliances changeantes, mais il apparaît aussi souvent comme pacificateur et médiateur. En 1469, il soutient le Landgrave Louis II de Basse-Hesse contre son frère Henri III de Haute-Hesse. D'autre part, en 1464, il soutient son propre frère, le prince-évêque Simon III de Paderborn contre Louis II de Basse-Hesse. Les deux frères combattent dès lors au cours de la querelle « Hesse-Paderborn » à propos du château de Callenberg.

## Mariage et descendance
Bernard VII épouse, selon les clauses d'un contrat, déjà passé le 15 septembre 1443, alors que Bernard n'a que 14 ans, Anne de Holstein-Schaumbourg (née vers 1428 et morte le 23 septembre 1495), fille d'Otto II de Schaumbourg et d'Élisabeth de Hohenstein. Le mariage devait avoir lieu endéans les cinq ans,.
De cette union, sont nés six enfants, :
- Anna de Lippe (née vers 1450 et morte en 1533), mariée à Otto VI, comte de Hoya (mort le 21 décembre 1497), puis, en 1510 avec Johann II, comte de Nassau-Beilstein (mort en 1510) ;
- Margarethe de Lippe (née vers 1452, morte après 1527), mariée vers 1475 à Johann Ier, comte de Rietberg (mort le 15 février 1516) ;
- Elisabeth de Lippe (née vers 1460, morte après 1527), mariée vers 1475 à Johann II, comte de Spiegelberg (mort le 20 mars 1480), puis le 18 novembre 1482 avec Rudolf VII de Diepholz (mort en 1510).
- Ermengarde de Lippe (née vers 1460 et morte le 24 août 1524), mariée en 1488 ou 1489 au comte Jobst Ier de Hoya (1466-1507)
- Simon V de Lippe (1471-1536), marié à Walburge von Bronckhorst, puis à Madeleine von Mansfeld
- Bernard de Lippe, mort célibataire à Brake le 19 juillet 1513.

## Héritage
Bernard VII meurt, à l'âge de 82 ans, le 2 avril 1511, après un règne exceptionnellement long (81 ans et 234 jours), en laissant deux fils et quatre filles. Il est inhumé dans l'église du monastère de Blomberg, où ses épitaphes et celles de son épouse Anna (morte en 1495) sont toujours conservées.
L'ex-reine Beatrix des Pays-Bas est issue de la maison de Lippe-Biesterfeld, branche cadette de la maison de Lippe.

## Ascendance
Ascendance de Bernard VII de Lippe, :
|  |                                        |  |  |  |  |  |  |  |  |  |  |  |  |
|  | 8. Simon III de Lippe                  |  |  |  |  |  |  |  |  |  |  |  |  |
|  |                                        |  |  |  |  |  |  |  |  |  |  |  |  |
|  |                                        |  |  |  |  |  |  |  |  |  |  |  |  |
|  | 4. Bernard VI de Lippe                 |  |  |  |  |  |  |  |  |  |  |  |  |
|  |                                        |  |  |  |  |  |  |  |  |  |  |  |  |
|  |                                        |  |  |  |  |  |  |  |  |  |  |  |  |
|  | 9. Ermgard von Hoya                    |  |  |  |  |  |  |  |  |  |  |  |  |
|  |                                        |  |  |  |  |  |  |  |  |  |  |  |  |
|  |                                        |  |  |  |  |  |  |  |  |  |  |  |  |
|  | 2. Simon IV de Lippe                   |  |  |  |  |  |  |  |  |  |  |  |  |
|  |                                        |  |  |  |  |  |  |  |  |  |  |  |  |
|  |                                        |  |  |  |  |  |  |  |  |  |  |  |  |
|  | 10. Friedrich von Mörs                 |  |  |  |  |  |  |  |  |  |  |  |  |
|  |                                        |  |  |  |  |  |  |  |  |  |  |  |  |
|  |                                        |  |  |  |  |  |  |  |  |  |  |  |  |
|  | 5. Elisabeth von Mörs-Saarwerden       |  |  |  |  |  |  |  |  |  |  |  |  |
|  |                                        |  |  |  |  |  |  |  |  |  |  |  |  |
|  |                                        |  |  |  |  |  |  |  |  |  |  |  |  |
|  | 11. Walpurg von Saarwerden             |  |  |  |  |  |  |  |  |  |  |  |  |
|  |                                        |  |  |  |  |  |  |  |  |  |  |  |  |
|  |                                        |  |  |  |  |  |  |  |  |  |  |  |  |
|  | 1. Bernard VII de Lippe                |  |  |  |  |  |  |  |  |  |  |  |  |
|  |                                        |  |  |  |  |  |  |  |  |  |  |  |  |
|  |                                        |  |  |  |  |  |  |  |  |  |  |  |  |
|  | 12. Albert II de Brunswick-Grubenhagen |  |  |  |  |  |  |  |  |  |  |  |  |
|  |                                        |  |  |  |  |  |  |  |  |  |  |  |  |
|  |                                        |  |  |  |  |  |  |  |  |  |  |  |  |
|  | 6. Éric de Brunswick-Grubenhagen       |  |  |  |  |  |  |  |  |  |  |  |  |
|  |                                        |  |  |  |  |  |  |  |  |  |  |  |  |
|  |                                        |  |  |  |  |  |  |  |  |  |  |  |  |
|  | 13. Agnès de Brunswick                 |  |  |  |  |  |  |  |  |  |  |  |  |
|  |                                        |  |  |  |  |  |  |  |  |  |  |  |  |
|  |                                        |  |  |  |  |  |  |  |  |  |  |  |  |
|  | 3. Margaretha de Brunswick-Grubenhagen |  |  |  |  |  |  |  |  |  |  |  |  |
|  |                                        |  |  |  |  |  |  |  |  |  |  |  |  |
|  |                                        |  |  |  |  |  |  |  |  |  |  |  |  |
|  | 14. Otto de Brunswick-Göttingen        |  |  |  |  |  |  |  |  |  |  |  |  |
|  |                                        |  |  |  |  |  |  |  |  |  |  |  |  |
|  |                                        |  |  |  |  |  |  |  |  |  |  |  |  |
|  | 7. Elisabeth de Brunswick-Göttingen    |  |  |  |  |  |  |  |  |  |  |  |  |
|  |                                        |  |  |  |  |  |  |  |  |  |  |  |  |
|  |                                        |  |  |  |  |  |  |  |  |  |  |  |  |
|  | 15. Margarethe von Berg                |  |  |  |  |  |  |  |  |  |  |  |  |
|  |                                        |  |  |  |  |  |  |  |  |  |  |  |  |
|  |                                        |  |  |  |  |  |  |  |  |  |  |  |  |